# Перстач прямий
Перстач прямий (Potentilla recta) — вид рослин з родини розових (Rosaceae), поширений у Марокко, Алжирі, Європі, західній і середній Азії, Сіньцзяні (Китай).

## Опис
Багаторічна трава. Квітучі стебла прямостійні, заввишки 30–40 см, разом із черешками вкриті білими ворсинками, рідко голі. Прикореневі листки, як правило, висихають у період цвітіння, їхні прилистки з відтінком коричневого, листова пластина 5-листочкова. Стеблові листки: прилистки зелені, пластини з притиснутими ворсинками, поля цілі, верхівки загострені; черешок поступово коротший вище вгору стебла, майже відсутній на верхніх листках; листкова пластинка 5–7-листочкова; листочки овально-ланцетні, 2–5 × 0.5–1.5 см; знизу біла ворсинка, більш густа, на венах; верхня поверхня листя з притиснутими білими ворсинками або майже безволоса, основа клиноподібної форми, поля гостро або тупо дрібнозубчасті, верхівка тупа. Суцвіття термінальне, компактне, волотеподібне. Квіти ≈ 1.5 см в діаметрі. Чашолистки овально-довгасті, верхівки загострені, знизу білі ворсинки. Пелюстки жовті, овально-еліптичні, майже рівні чашолисткам. Сім'янки зморшкуваті.

## Поширення
Поширений у Марокко, Алжирі, Європі, західній і середній Азії, Сіньцзяні (Китай); натуралізований у Японії, Австралії, Новій Зеландії, Канаді, США, Аргентині.

## Галерея

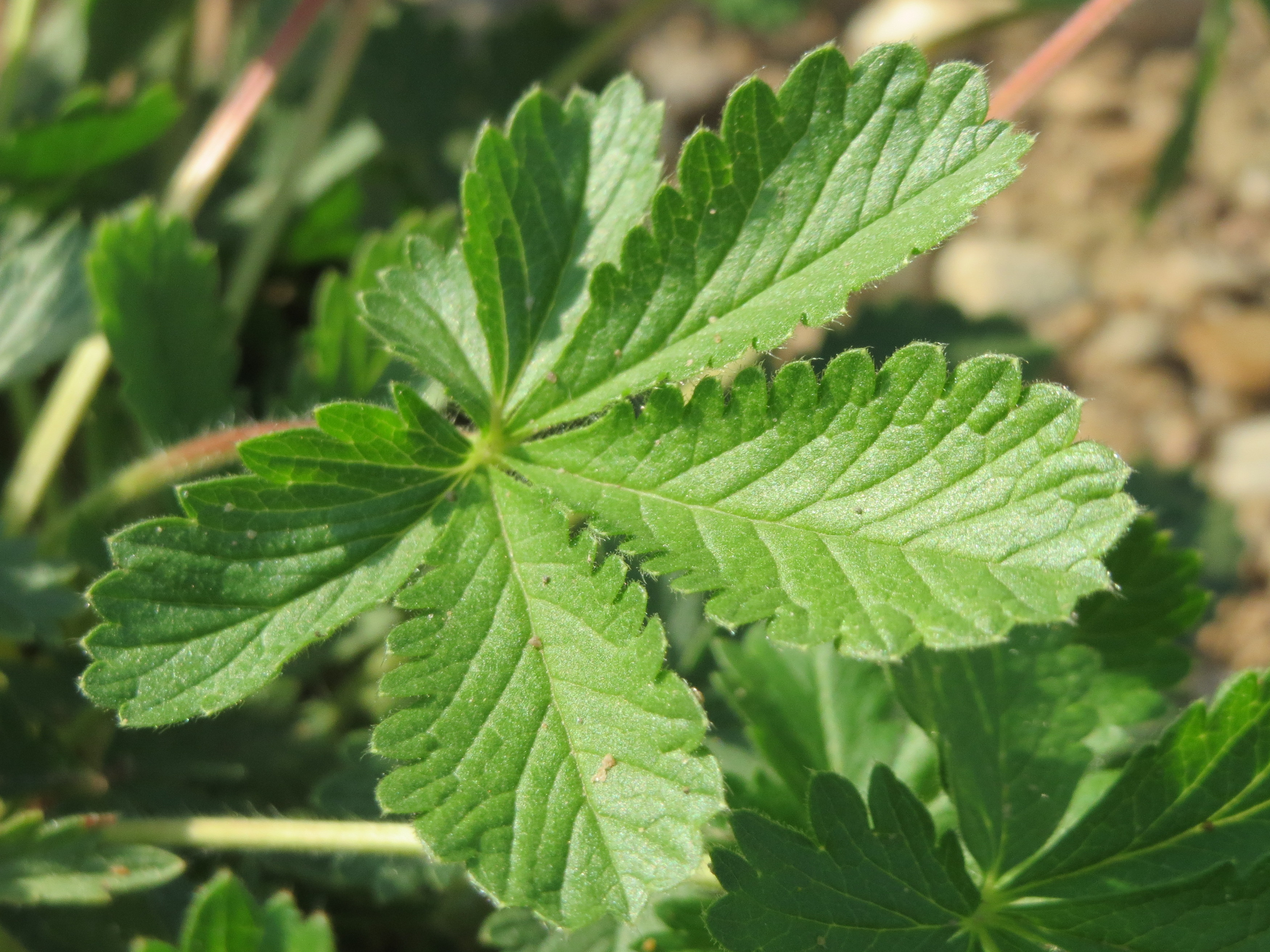
листок
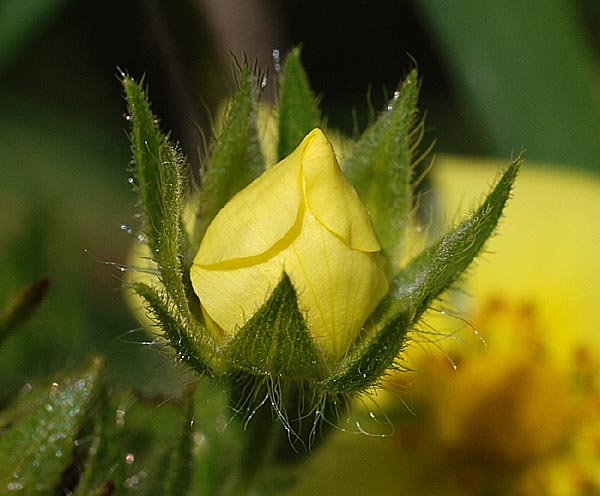
чашечка
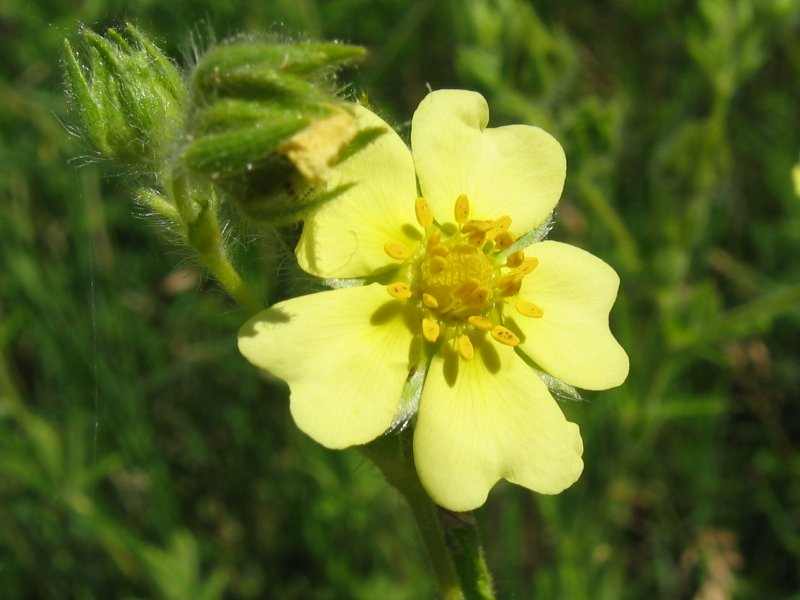
п'ятиквіткова, радіально-симетрична квітка
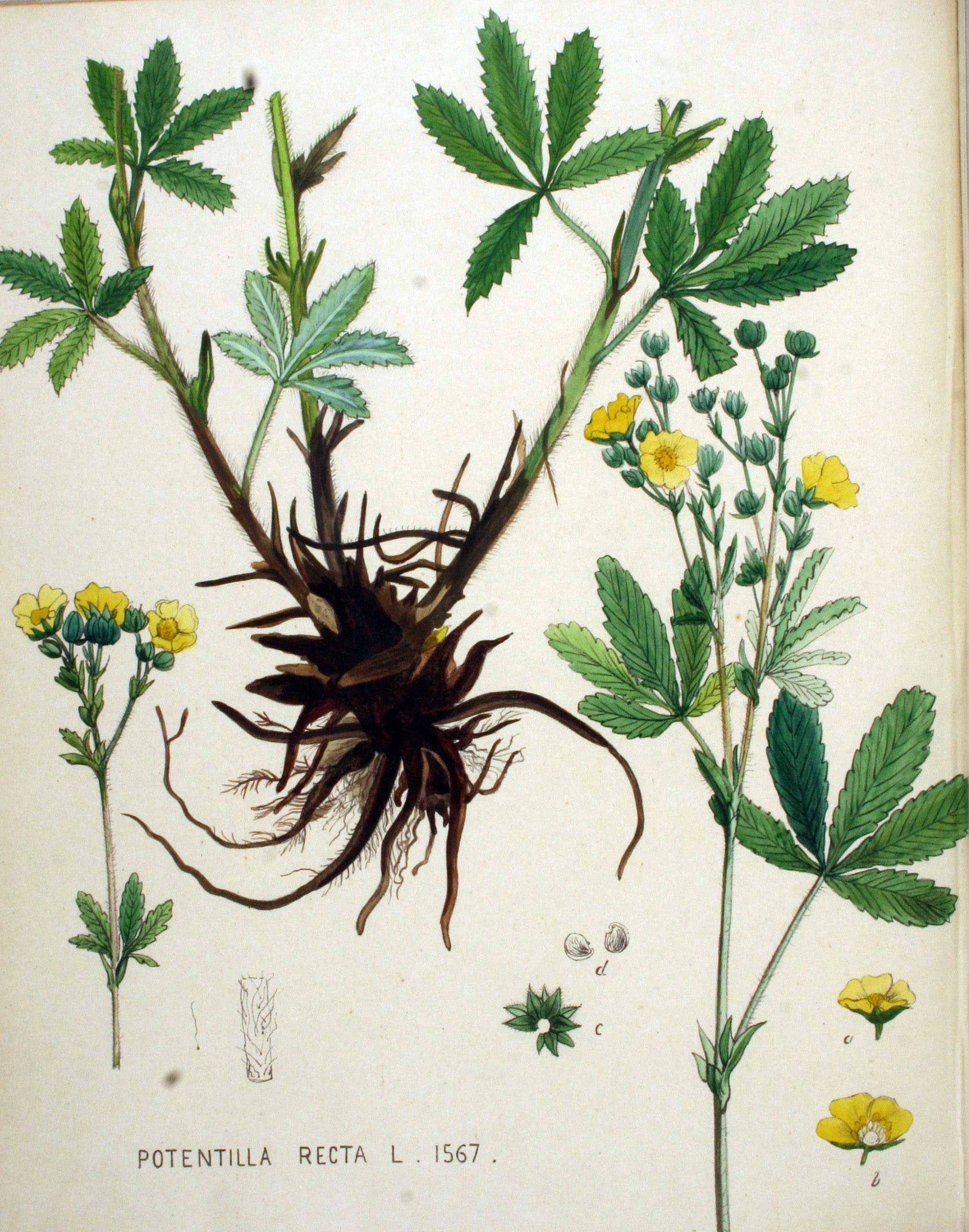
ілюстрація